# Megaphorus laphroides
Megaphorus laphroides är en tvåvingeart som först beskrevs av Christian Rudolph Wilhelm Wiedemann 1828.  Megaphorus laphroides ingår i släktet Megaphorus och familjen rovflugor. Inga underarter finns listade i Catalogue of Life.